# Iblul-Il
Iblul-Il (reinou em 2380 a.C.), foi o rei mais enérgico  Lugal) do segundo reino mariota, conhecido por suas extensas campanhas no meio do vale do Eufrates contra os eblaítas e na região superior do Tigre contra vários oponentes, que afirmaram a supremacia mariota no norte da Síria. 

## Reinado

### Campanhas

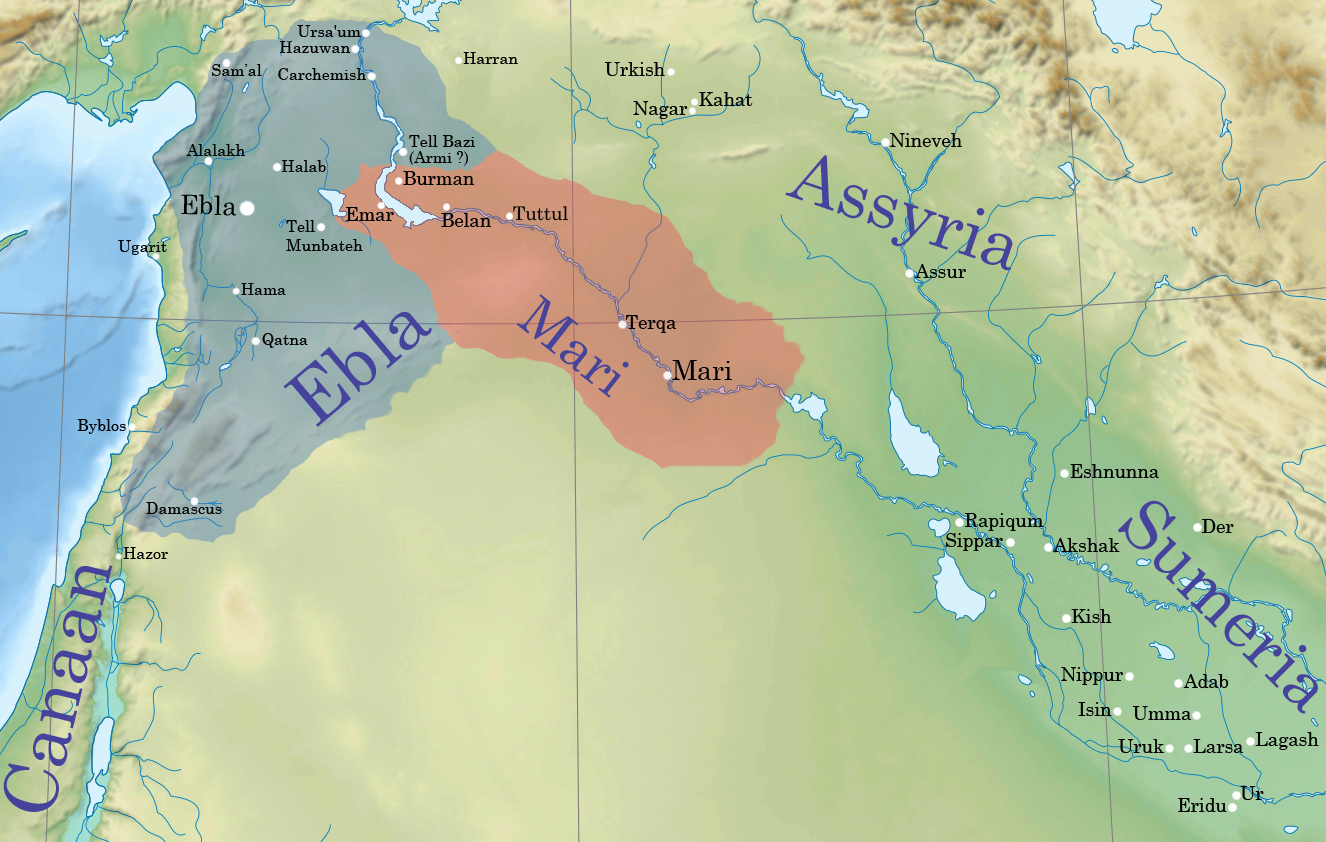
Segundo reino Mariota durante o reinado de Iblul-Il

Iblul-Il era um contemporâneo do rei de Ebla Igris-Halam, e é mencionado na carta de Enadagã em campanha no meio do Eufrates, derrotando a cidade de Galalaneni, e participando de uma batalha vitoriosa com Abarsal na região de Zairã (Abarsal provavelmente está localizado ao longo do rio Eufrates, a leste de Ebla) que ele destruiu. Em seguida, Iblul-Il fez campanha na região de Burmã da terra de Sugurum, onde derrotou as cidades de Xadabe, Adalini e Arisum. As campanhas continuaram enquanto o rei saqueava as cidades de Sarã e Damium, e avançou em Neraade e Hasuã, recebendo o tributo de Ebla na cidade de  Mane, e da fortaleza de Cazuã, então continuou sua marcha e conquistou Emar.
No vale do Tigre, Iblul-Il derrotou as cidades de Nahal, Nubate e Xada da região de Gasur, em uma batalha na terra de Ganane.(De acordo com Michael Astour, essas três cidades pertenciam à região chamada Gasur-Nuzi, na região norte do Tigre). No entanto, outros estudiosos, como Marco Bonechi, colocam Gasur no meio vale do Eufrates a noroeste de Mari. Iblul-Il é finalmente mencionado na carta conquistando as cidades Eblaites de  Barama, Aburu, Tibalate e Belã (Belã está localizada 26 km a oeste de Raca). O rei mariota alcançou com sucesso seus objetivos e enfraqueceu Ebla, exigindo uma grande quantidade de tributo na forma de ouro e prata.
Iblul-Il fez uma campanha extensa contra Ebla e seus vassalos e aliados. A ofensiva deveu-se provavelmente ao crescente caráter militarista de Ebla e pretendia bloquear a rota comercial entre Quis, Nagar e Ebla.

### Sucessão
Iblul-Il foi sucedido por Nizi .  A carta de Enadagã é extremamente difícil de ler  e a decifração inicial apresentou o autor como um general de Ebla que derrotou e depôs Iblul-Il.  No entanto, leituras mais recentes confirmaram Enadagã como rei de Mari, e outras decifrações dos arquivos de Ebla mostraram Enadagã recebendo presentes de Ebla como príncipe de Mari durante o reinado de seus predecessores mariotas.